# منصور بن مقرن بن عبد العزيز آل سعود
الأمير منصور بن مقرن بن عبد العزيز آل سعود (1974 - 5 نوفمبر 2017) كان نائب أمير منطقة عسير وكان مستشارًا في ديوان ولي العهد السابق. ووالدته هي الأميرة عبطة بنت حمود بن فهد الجبر الرشيد.

## عن حياته
ولد الأمير منصور بن مقرن بن عبد العزيز آل سعود في عام 1974 في مدينة الرياض، وفي عام 1999 عين في إمارة منطقة المدينة المنورة عندما كان والده أميرًا لها. ولقد عين فيما بعد نائبًا لمجلس إدارة مؤسسة البيان للتعليم الخيرية؛ جامعة الأمير مقرن بن عبد العزيز حاليًا.
في 16 صفر 1439 هـ الموافق 5 نوفمبر 2017 تحطمت طائرة مروحية كانت تقل عددًا من مسؤولي منطقة عسير داخل محمية ريدة، ومن ضمن الضحايا: الأمير منصور بن مقرن بن عبد العزيز آل سعود نائب أمير منطقة عسير، بالإضافة لسبعة آخرين من كبار مسؤولي منطقة عسير.

## أسرته
متزوج من الأميرة نورة بنت سعود بن فهد بن عبد العزيز آل سعود، وأنجبا:
- الأميرة ريما بنت منصور بن مقرن بن عبد العزيز آل سعود
- الأمير سعود بن منصور بن مقرن بن عبد العزيز آل سعود

## وفاته
توفي الأمير منصور بن مقرن بن عبد العزيز آل سعود يوم الأحد 16 صفر 1439 هـ الموافق 5 نوفمبر 2017 في حادث تحطّم طائرة عمودية في منطقة عسير جنوب غرب المملكة العربية السعودية عن عمر يناهز 43 عامًا. ووصل جثمانه يوم الثلاثاء 18 صفر 1439 هـ الموافق 7 نوفمبر 2017 إلى مدينة الرياض وتمت الصلاة عليه في جامع الإمام تركي بن عبد الله بعد صلاة العصر ونقل جثمانه إلى مقبرة العود حيث دفن هناك.
المروحية كانت تقل 8 أشخاص، وقد توفوا جميعًا في الحادث. كان يرافقه وكيل الإمارة سليمان الجريش وأمين منطقة عسير صالح القاضي ومدير عام وزارة الزراعه والمياه المهندس:فهد بن سعيد بن محمد الفرطيش الحقبان بمنطقة عسير والنقيب عبد الله عبد الرحمن الشهري والعقيد سعود بن دغش المنجلي السهلي المرافق الشخصي للأمير منصور بن مقرن.